# Jasha Heifetz
Jasha Heifetz, oroszul Ио́сиф Руви́мович Хе́йфец, azaz Joszif Ruvimovics Hejfec (Vilna, 1901. február 2. – Los Angeles, 1987. december 10.) lengyel-litván-zsidó származású amerikai hegedűművész. Általánosan elfogadott vélemény szerint a 20. század egyik legnagyobb hegedűse. Auer Lipót volt a mestere.

## A korai évek

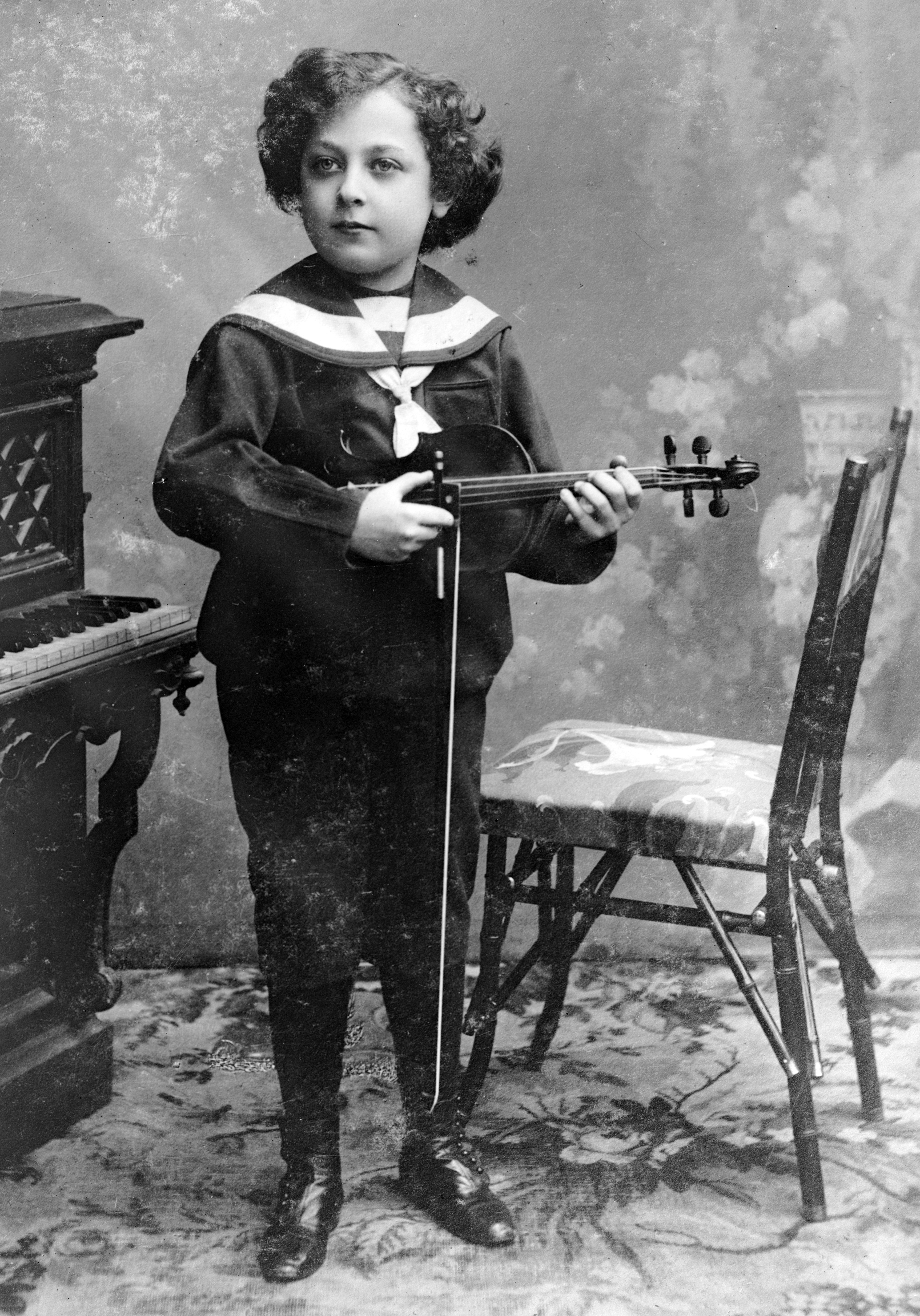
A gyermek Heifetz

Jasha Heifetz lengyel-litván-zsidó családba született, akkor az Orosz Birodalom részét képező Vilnában. Apja Reuven Heifetz, Elie Heifetz hegedűtanár fia, aki egy szezon erejéig a vilniusi színház zenekarának koncertmestere is volt, amíg a színház be nem zárt. Jasha Heifetz már hároméves korában kapott apjától egy kisméretű hegedűt, és elsajátította tőle az egyszerűbb fogásokat. Ötévesen már Auer Lipót tanítványánál, Ilja Malkinnél tanult. Csodagyerekként Kovnóban mutatkozott be nyilvános hangversenyen, ahol Mendelssohn e-moll hegedűversenyét (op. 64) játszotta. 1910-ben felvették a szentpétervári konzervatóriumba, ahol Auer Lipót tanítványa lett. Auer nem csak zenepedagógus volt, hanem egyéb módon is gondoskodott tanítványairól. Heifetz érdekében (de más zsidó származású gyerek esetén is) például személyesen járt el a rendőrkapitánynál, hogy a gyermek szülei legálisan tartózkodhassanak Péterváron.
1911 áprilisában Szentpétervárott adott egy szabadtéri koncertet 25 000 néző előtt, aminek olyan sikere volt, hogy a koncert után a rendőröknek kellett megvédeni az ifjú művészt a nézők túlzott rajongásától. Tizenkét éves korától, eleinte csodagyerekként koncertezett szerte Európában, Berlinben találkozott Fritz Kreislerrel, aki egy házimuzsikálás keretén belül zongorán kísérte a fiatal Heifetzet Mendelssohn hegedűversenyének előadása során. A végén tömören csak ennyit mondott: „Uraim, ezek után akár szét is törhetjük a hegedűinket a térdünkön”. 1914-ben a Nikisch Artúr által vezetett Berlini Filharmonikus Zenekarral adott hangversenyt, és a világhírű karmester kijelentette, hogy még soha nem hallott ilyen kiváló hegedűművészt.

## Pályafutása Amerikában

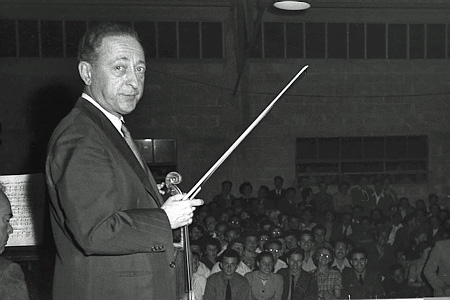
Heifetz 1953-ban

Heifetz és családja 1917-ben elhagyta Oroszországot, először vonattal utaztak az orosz Távol-Keletre, majd hajóval utaztak tovább az Amerikai Egyesült Államokba, San Franciscóba. Még abban az évben, november 7-én hangversenyt adott a New York-i Carnegie Hallban, amiről a kritikusok elragadtatott hangon írtak. A bostoni Phi Mu Alpha Sinfonia nevű zenei egyesület is a tagjai (Sinfonians) közé fogadta, s tizenhat évesen ő volt a szervezet legfiatalabb tagja. Röviddel a New York-i hangverseny után elkészítette első hanglemezfelvételét a Victor Talking Machine Companynél (ezt követően is jobbára ennél a cégnél, illetve utódjánál, az RCA Victornál maradt). 1918 elején Amerikába érkezett mestere, Auer Lipót is, és a kikötőben Heifetz és a többi már ott tartózkodó tanítványa (Brown, Elman, Zimbalist, Rosen, Bloch és Hochstein) fogadta.
1925-ben megkapta az amerikai állampolgárságot.
Heifetz sztárhegedűsként eljátszotta a hegedűverseny-irodalom szinte minden darabját (Arturo Toscaninitől és Reiner Frigyestől Charles Münchig a legkiválóbb karmesterekkel), és még a legszigorúbb kritikusok is „a hegedű császárának” nevezték. A szólók mellett szerette a kamarazenét is. Arthur Rubinstein (zongora) és Emanuel Feuermann (cselló) állandó partnerei voltak, és a hármast – később Feuermann helyén Gregor Piatigorskyval – „millió dolláros trió” néven emlegették. 1954-től Brooks Smith zongorakísérővel dolgozott együtt, és ez a kapcsolat Heifetz hátralévő pályafutása során végig megmaradt. A második világháború idején – sok más művésszel egyetemben – fontos feladatának tartotta a harcoló katonák szórakoztatását, és jazzkoncerteken zongorázott nekik az európai katonai táborokban. Jim Hoyl álnéven még egy slágert is írt (When you make love to me), amit Bing Crosby énekelt.

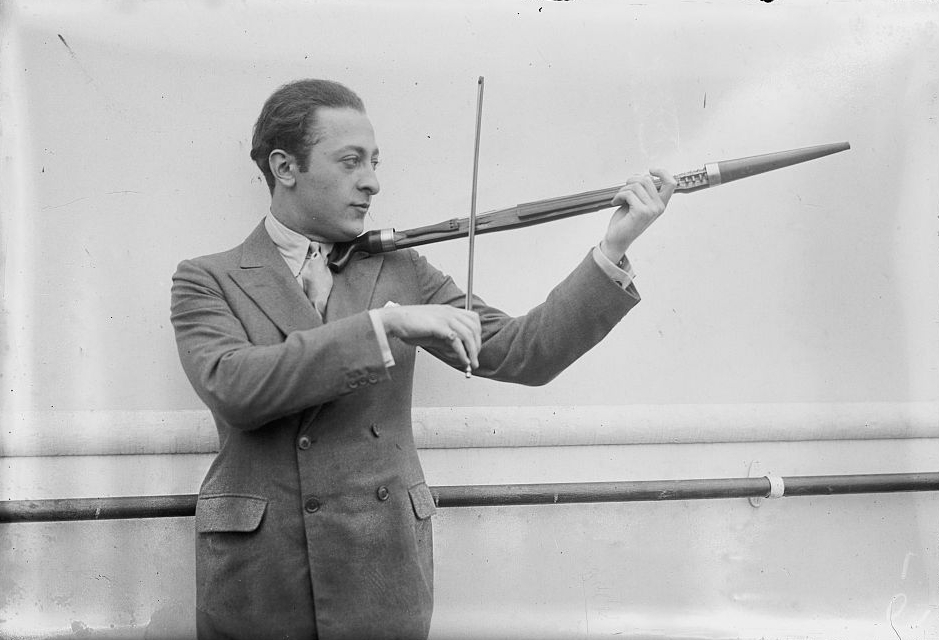
Heifetz egy „sétapálca hegedű”-n játszik

A háború után, 1953-ban már a harmadik izraeli turnéjára utazott. A közönség várakozással tekintett a hangversenyek elé, csakhogy Heifetz a műsorára vette Richard Strauss hegedűszonátáját is, Izraelben azonban nem akarták hallani az ott náci jelképnek tartott Strauss-műveket. Többen is megpróbálták lebeszélni a darab műsorra tűzésétől, azonban Heifetz nem engedett, és a Strauss-szonáta előadását rendre néma csend követte. A felháborodás olyan nagy volt, hogy Jeruzsálemben még meg is támadták, egy merénylő többször megütötte (talán meg is szúrta) jobb karját, amint értékes hegedűjét próbálta védeni. A támadó elmenekült, és sosem találták meg, azóta az „Izrael királysága” terrorista csoporthoz kötik a merényletet. Utolsó hangversenyét már nem tudta megtartani, erős fájdalommal küzdött, feldagadt a vonót tartó karja. Elhagyta Izraelt és 1970-ig nem is tért vissza.
Az izraeli incidens után kezdődtek egészségügyi problémái. Az 1955–1956-os szezon után bejelentette, hogy jelentősen csökkenti részvételét hangversenyeken, „Már nagyon hosszú ideje játszom” – mondta. 1958-ban megbotlott a konyhában, és eltört a jobb csípője, a műtétet követően pedig Staphylococcus fertőzést kapott. Később, amikor meghívták az ENSZ-székházba, ahol Beethovent játszott, már csak botra támaszkodva tudott besántikálni. 1972-ben vállműtétet hajtottak végre rajta, amely csak részben volt sikeres. Ettől kezdve nem adott több koncertet, lemezeket sem vett fel, szűk körben azonban élete végéig játszott, de jobb karját már nem tudta olyan magasra emelni, mint korábban.
1962-ben kinevezték a Los Angeles-i University of California (UCLA), majd a University of Southern California hegedűprofesszorává, és több világhíres tanítvány került ki iskolájából (Erick Friedman, Elaine Skorodin, Pierre Amoyal, Rudolf Koelman, Gránát Endre, Eugene Fodor, Paul Rosenthal, Ilkka Talvi, Ayke Agus). Még az 1980-as években is tanított a saját otthonában berendezett stúdióban, a Beverly Hillsen.
Jasha Heifetz a Los Angeles-i Cedars-Sinai Medical Centerben hunyt el 1987 decemberében.
Életében számtalan Grammy-díjat kapott, 1989-ben pedig posztumusz Grammy életmű díjjal tüntették ki. 1999-ben bekerült a Grammy Hírességek Csarnokába.

## Magánélete
Heifetz 1928-ban nősült meg, felesége Florence Vidor, a némafilmek sztárja, King Vidor korábbi felesége volt. Az asszony a házasságba vitte hétéves lányát, Suzanne-t is. A párnak két saját gyermeke született, Josefa (1930) és Robert (1932–2001). A házasság 1945-ben válással végződött. Heifetz 1947-ben újra nősült, Frances Spielberger Spiegelberget vette feleségül, akitől egy fia született, Joseph (Jay). 1962-ben ez a második házasság is válással végződött. Heifetz fia, Jay, profi fotós lett, marketing vezetője volt a Los Angeles-i Filharmonikusoknak és gazdasági vezérigazgatója a Paramount Pictures Worldwide Video divíziójának. Most Nyugat-Ausztráliában, Fremantle-ben él és dolgozik. Heifetz lánya, Josefa Heifetz Byrne lexikonszerkesztő, szerzője a Szokatlan, titokzatos és nevetséges szavak szótárának. Heifetz unokája, Danny Heifetz dobos, ütőhangszeres, különböző rockegyüttesekben játszott (Mr. Bungle, Dieselhed, Secret Chiefs 3, Link Wray).

## Művészete
Jasha Heifetz a 20. század egyik legnagyobb hegedűművésze, őt tartják minden idők legszebb hangú hegedűsének. Lois Timnick azt írta róla a  Los Angeles Timesban, hogy „Paganini óta őt tekinthetjük a legnagyobb hegedűvirtuóznak”. Művészetét a zenei tökély fogalmával azonosították, kiemelték lenyűgöző technikáját és pontosságát, a míves interpretációt, hangszerének sima hangját. Mégis, a tökéletes technika és a konzervatív színpadi viselkedése miatt néha egyes kritikusok azzal vádolták, hogy túlságosan mechanikus, sőt hideg. Ezzel ellentétes véleményt fejtett ki Itzhak Perlman, aki a Heifetz precizitása alatt felszínre törő érzelmi intenzitását „olvadt lávaként” jellemezte, hegedűhangja pedig olyan, mint „egy tornádó”.
Régi zeneszerzők műveiből mintegy 250 hegedűátiratot készített, de kiemelten támogatta a kortárs szerzőket is, gyakran mutatta be műveiket, sőt maga is rendelt tőlük zeneműveket.

## Filmekben

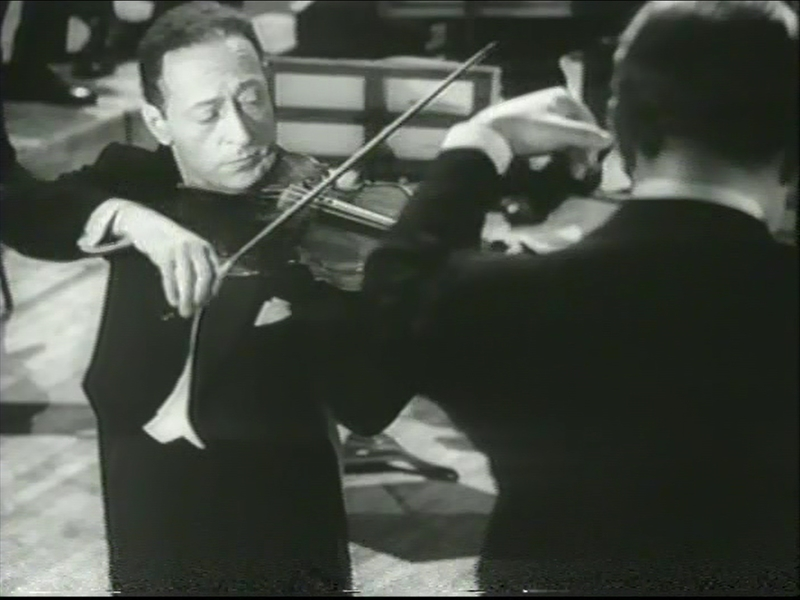
Heifetz a Carnegie Hall című filmben

Heifetz szerepelt néhány filmben, illetve több film is készült róla. Az első film az 1939-ben készült They Shall Have Music című, Archie Mayo által rendezett alkotás volt, amelyben saját magát alakította, amint egy zeneiskola szegény diákjait igyekszik megmenteni. A második, a Carnegie Hall című film volt, amelyben Csajkovszkij Hegedűversenyének első tételét játszotta, a zenekart Reiner Frigyes vezényelte. A filmben Heifetzen kívül számos más híres muzsikus is szerepelt, és Edgar G. Ulmer rendezte. 1951-ben készült az Of Men and Music, amelyben szintén feltűnt. 1962-ben egy televíziós sorozatban mutatták be mesterkurzusait. 1971-ben a Heifetz on Television című egyórás műsorban, amelynek célja művészetének bemutatása volt, egy sor rövidebb darab mellett Max Bruch Skót fantáziáját és Bach 2. partitáját is eljátszotta. 2011-ben mutatták be az életéről szóló, Peter Rosen rendezte dokumentumfilmet, Jascha Heifetz: God’s Fiddler címmel.

## Híres hangszerei
- Dolphin Stradivarius, 1714
- Heifetz-Piel Stradivarius, 1731
- Stradivarius, 1734
- Tononi, 1736
- Ex-David Guarneri, 1742

## Hangfelvételei
Jascha Heifetz nagyszámú hangfelvételt készített. Ezek nagy része LP formátumban készült, amelyeket később CD formátumban is kiadtak, a filmre készült felvételeket pedig DVD-n is megjelentették. Az alábbi lista a különböző hanghordozókon megjelentetett zeneműveket tartalmazza, néhány ismétlődés kivételével.
| - Arenszkij: d-moll trió - Bach: Chaconne - Bach: a-moll concerto - Bach: d-moll concerto - Bach: E-dúr concerto - Bach: Három sinfonia - Bach: Kéthegedűs verseny - Bach: Szonáta, No. 1, Partita, No. 2 - Bach: Szonáta, No. 2, Partita, No. 3 - Bach: Szonáta, No. 3, Partita, No. 1 - Beethoven: D-dúr hegedűverseny - Beethoven: A-dúr, „Kreutzer”-szonáta, Op. 47, No. 9 - Beethoven: a-moll szonáta, No. 4 - Beethoven: B-dúr, „Főhercegi” zongoratrió, Op. 97, No. 7 - Beethoven: c-moll szonáta, No. 7 - Beethoven: D-dúr trió, Op. 9, No. 2 - Beethoven: c-moll trió, Op. 9, No. 3 - Beethoven: Esz-dúr trió, Op. 3 - Beethoven: Esz-dúr zongoratrió, Op. 70, No. 2 - Beethoven: F-dúr, „Tavaszi” szonáta, Op. 24, No. 5 - Beethoven: G-dúr trió, Op. 9, No. 1 - Beethoven: Románc No. 1, No. 2 - Beethoven: Szonáta No. 3, No. 6 - Beethoven: Szonáta No. 8, No. 10 - Beethoven: Szonáta, No. 7 - Beethoven: Zongoratrió, Op. 1, No. 1 - Beethoven: D-dúr hegedűverseny, Op. 61 - Beethoven: Szonáta, No. 1, No. 2 - Benjamin: Romantic Fantasy | - Bloch: Poème Mystique - Bloch: Szonáta - Boccherini: D-dúr szonáta - Brahms: Kettősverseny - Brahms: B-dúr trió, No. 1 - Brahms: c-moll zongoranégyes - Brahms: D-dúr hegedűverseny, Op. 77 - Brahms: D-dúr hegedűverseny, Chausson: Poème, Bruch: Skót fantázia - Brahms: G-dúr kvintett, Op. 111 - Brahms: G-dúr szextett - Brahms: Hegedűverseny, Három magyar tánc - Brahms: a-moll kettősverseny - Bruch: Concerto, No. 2 - Bruch: g-moll hegedűverseny, Op. 26 - Bruch: Skót fantázia - Bruch: Skót fantázia: Concerto No. 2 - Castelnuovo-Tedesco: The Lark, Fauré: Szonáta, Op. 13 - Chausson: Hegedűverseny - Chausson: Poème, Op. 25 - Conus: e-moll concerto - Csajkovszkij: D-dúr hegedűverseny, Op. 35 - Csajkovszkij: a-moll trió, Op. 50 - Csajkovszkij: D-dúr hegedűverseny, Sinding: Suite - Csajkovszkij: D-dúr hegedűverseny, Melankolikus szerenád - Debussy: g-moll szonáta, No. 3 - Dohnányi: C-dúr szerenád - Dvořák: f-moll zongoratrió, Op. 65 - Dvořák: A-dúr zongoraötös | - Dvořák: Zongoraötös, No. 2 - Dvořák: Zongoratrió, „Dumky” - Ferguson: Szonáta, No. 1 - Françaix: Vonóstrió - Franck: A-dúr szonáta - Franck: f-moll zongoraötös - Gershwin: Porgy és Bess; Music of France - Glazunov: Hegedűverseny - Glière: Duó hegedűre és csellóra, Op. 39 - Grieg: G-dúr szonáta - Grieg: Szonáta, No. 3, Brahms: Szonáta, No. 1 - Hacsaturján: Szonáta, Op. 1 - Haydn: Divertimento, Rózsa: Tema con variazioni - Händel–Halvorsen: Passacaglia hegedűre és csellóra - Händel: E-dúr szonáta - Korngold: D-dúr hegedűverseny, Op. 35 - Lalo: Symphonie espagnole, Op. 21 - Martin: Hegedű-csellóduó - Mendelssohn: c-moll trió, No. 2 - Mendelssohn: Esz-dúr oktett - Mendelssohn: d-moll trió, No. 1, Op. 49 - Mendelssohn: e-moll hegedűverseny - Mozart: D-dúr hegedűverseny - Mozart: A-dúr hegedűverseny, No. 5, K. 219 - Mozart: C-dúr ötös, K. 515 - Mozart: C-dúr szonáta, No. 8, K. 296 - Mozart: D-dúr szonáta, No. 1, K. 218 - Mozart: E-dúr sinfonia concertante, K. 364 - Mozart: Esz-dúr divertimento, K. 563, B-dúr duó, No. 2 | - Mozart: Esz-dúr symphonie concertante - Mozart: Szonáta No. 10, K. 378, No. 15, K. 454 - Paganini: Két caprices - Prokofjev: g-moll concerto, No. 2 - Ravel: a-moll trió - Ravel: Tzigane - Respighi: d-moll szonáta - Rózsa: Concerto - Saint-Saëns: d-moll szonáta, Op. 75, No. 1 - Schubert: Fantaisie - Schubert: B-dúr trió, No. 1, Op. 49 - Schubert: B-dúr trió, No. 2 - Schubert: C-dúr quintet - Schubert: g-moll szonáta - Schubert: g-moll szonatina - Sibelius: Hegedűverseny - Spohr: Kettős vonósnégyes - Spohr: Concerto, No. 8 - Strauss: Esz-dúr szonáta - Stravinsky: Olasz szvit - Toch: Divertimento, Op. 37, No. 2 - Toch: Vivace molto - Turina: Trió, Op. 35, No. 1 - Vieuxtemps: a-moll concerto, Op. 37, No. 5 - Vieuxtemps: Concerto, No. 5 - Vitali: Chaconne - Vivaldi: B-dúr hegedű-csellóverseny - Walton: Hegedűverseny - Wieniawski: d-moll hegedűverseny, No. 2 - Wieniawski-, Csajkovszkij-, Rameau-, Bach-, Padilla-, Sarasate-művek |

## Fordítás
- Ez a szócikk részben vagy egészben  a   Jascha Heifetz című angol Wikipédia-szócikk ezen változatának fordításán alapul.  Az eredeti cikk szerkesztőit annak laptörténete sorolja fel. Ez a jelzés csupán a megfogalmazás eredetét és a szerzői jogokat jelzi, nem szolgál a cikkben szereplő információk forrásmegjelöléseként.